# Skylar Spence
Ryan DeRobertis (nascido em 2 de fevereiro de 1993, conhecido pelos nomes artísticos de Skylar Spence e Saint Pepsi) é um músico eletrônico e cantor estadunidense oriundo de Farmingville, Nova York e ex-aluno do Boston College, o qual estudou música por dois anos. Seu projeto de música eletrônica — Saint Pepsi — começou em dezembro de 2012. Sob este pseudônimo, lançou seu oitavo álbum de estúdio, criticamente aclamado,  Hit Vibes em maio de 2013. Atualmente, Skylar Spence reside no Brooklyn, New York.

## Carreira
O site Stereogum nomeou-o como "banda para ficar de olho" em julho de 2013, chamando sua música de "viciante e divertida." A revista online Pitchfork elogiou o lançamento de "Mr. Wonderful," a faixa principal do EP de 2014,Gin City, que foi apresentada no blog musical Gorilla vs. Bear. Em fevereiro, Gorilla vs. Bear também apresentou a estreia da faixa "Baby."
Em julho de 2014, Saint Pepsi fez uma turnê com Painted Palms após assinar com a gravadora Carpark Records, a qual também inclui artistas como Beach House, Cloud Nothings, Toro y Moi e Memory Tapes.

## Estilo musical
O estilo musical de DeRobertis já foi descrito em categorias como future funk, vaporwave, disco pop, futurepop, liquid disco, slow jam e gibber boogie, embora também apresente gêneros musicais tradicionais. Ele frequentemente incorpora sons poucos convencionais em sua música, utilizando como fonte, por exemplo, Mario Kart 64. Também costuma utilizar samples de músicas pop.
The Fader chamou sua abordagem despreocupada nos Top 40 hits "refrescantes," e, disse que sua música é "inquieta, nostálgica e sonicamente curiosa." É citado dizendo que, "Estou puxado a melodias harmoniosas; estruturas de acorde complexas; sintetizadores e baterias estranhas; e gosto de pegar acappelas pop e ver como posso deformar as canções enquanto mantenho as melodias quase que inteiramente intactas... Quero fazer música pop para gente estranha, resumindo." 

## Discografia

### Como Saint Pepsi

#### Álbuns
- Laser Tag Zero (27 de dezembro de 2012)
- Triumph International (1 de janeiro de 2013)
- New Generation (2 de janeiro de 2013)
- World Tour (3 de janeiro de 2013)
- Empire Building (29 de janeiro de 2013)
- Late Night Delight (juntamente com Luxury Elite) (2 de fevereiro de 2013)
- Studio 54 (7 de março de 2013)
- Winner's Circle (juntamente com ショッピングワールドjp) (11 de maio de 2013)
- Hit Vibes (31 de maio de 2013)

#### EPs
- Local Singles (28 de dezembro de 2013)
- Gin City (25 de fevereiro de 2014)

### Como Skylar Spence

#### Álbuns de estúdio
- Prom King (18 de setembro de 2015)

#### Singles
- "Fiona Coyne / Fall Harder" (12 de agosto de 2014)
- "Can't You See" (7 de julho de 2015)
- "Faithfully" (10 de outubro de 2016)

#### Mixes
- Mysteryland (15 de junho de 2016)